# Dichorisandra saundersii
Dichorisandra saundersii är en himmelsblomsväxtart som beskrevs av Joseph Dalton Hooker. Dichorisandra saundersii ingår i släktet Dichorisandra och familjen himmelsblomsväxter. Inga underarter finns listade.